# فلورانس ماسنادا
فلورانس ماسنادا (فرانسوی: Florence Masnada‎؛ زادهٔ ۱۶ دسامبر ۱۹۶۸) اسکی‌باز آلپاین اهل فرانسه بود.